# فيشنو
فيشنو أو وِشْنُ (بالسنسكريتية: विष्णु) هو الإله الأعلى أو الحقيقة العليا في الهندوسية الفيشنوية وهو تجسد براهمان في فرع سمارتا أو أدفايتا من الهندوسية.
يوصف وِشْنُ في فيشنو سهاسراناما بأنه الجوهر الحال في كل الكائنات ورب الماضي والحاضر والمستقبل وخالق ومدمر كل الموجودات والإله الذي يدعم ويحفظ ويحكم الكون ويخلق ويطور كل ما فيه.
ويوصف في البورانا بأن له لون السحاب الأزرق الغامق وأربعة أذرع يمسك بها زهرة اللوتس ومشكاة وقوقعة وحلقة.
وفي البورانا وصف لأفاتارات وِشْنُ، حيث حدثت تسعة من هذه الأفتارات أو التجسدات في الماضي وبقي تجسد واحد ليحصل هو تجسد كالكي. وهدف التجسدات تجديد الدارما والقضاء على القوى الشريرة. ووِشْنُ يعبد في كل تقاليد ساناتانا دارما بشكل مباشر أو عبر الأفتارات مثل راما وكريشنا وناراشيما.
وِشْنُ في التريمورتي مسؤول عن حفظ العالم بينما الخلق وظيفة براهما والتدمير وظيفة شيفا.